# 1193 هـ
1193 هـ هي سنة في التقويم الهجري امتدت مقابلةً في التقويم الميلادي بين سنتي 1779 و1780.

## مواليد
- عبد الرحمن بن حسن آل الشيخ.
- صدر الدين محمد بن صالح شرف الدين
- قائم مقام الفراهاني

## وفيات
- طغرل القاجاري
- عثمان الدفتري العمري
- كريم خان زند
- محمود النصار

## أحداث
- تعمير سور قرية الزبير العراقية من أعمال البصرة.